# Please Please Me/Ask Me Why
Please Please Me/Ask Me Why è il secondo singolo del gruppo musicale britannico The Beatles pubblicato nel Regno Unito e il primo in Italia e negli Stati Uniti.

## Tracce
1. Please Please Me – 2:04 (John Lennon e Paul McCartney)
2. Ask Me Why – 2:24 (John Lennon e Paul McCartney)

## Brani

### Please Please Me

#### Pubblicazione
È la title track del loro primo album long playing, registrato per capitalizzare il successo del 45 giri. Inizialmente era una composizione di John Lennon, sebbene la sua forma definitiva sia stata influenzata significativamente dal produttore George Martin. Il brano venne inoltre scelto per la prima apparizione televisiva dei Beatles nel Regno Unito al Thank Your Lucky Stars dell'11 gennaio 1963.

#### Composizione
I Beatles avevano ottenuto un certo successo al loro debutto con Love Me Do, ma al di fuori di Liverpool e Amburgo erano ancora praticamente sconosciuti. Questo anche perché quando Love Me Do entrò nelle classifiche inglesi il gruppo era ancora impegnato nell'ultima stagione ad Amburgo ed era quindi impossibilitato a promuovere attivamente il disco in patria. Tuttavia, il loro produttore George Martin sentiva che si trattava di un inizio promettente e decise di andare avanti con un secondo singolo.
Lo stesso Martin afferma che la versione originale di Please Please Me era troppo malinconica, troppo lenta, di conseguenza secondo lui aveva scarse possibilità di diventare la grande hit che il gruppo stava aspettando. John Lennon aveva concepito Please Please Me come un blues lento sullo stile di Roy Orbison. L'ispirazione gli venne ascoltando Orbison che cantava Only the Lonely alla radio ma anche da una canzone di Bing Crosby che recitava "Please lend a little ear to my pleas" (con la parola "please" ripetuta due volte, anche se nel secondo caso è senza la 'e' finale ed assume un altro significato). Dalla combinazione di Roy Orbison e Bing Crosby venne fuori Please Please Me.
George Martin ascoltò la canzone per la prima volta nella seconda sessione di Love Me Do (quella dell'11 settembre 1962). La sua prima impressione fu che il brano avesse bisogno di essere "tirato un po' su" per cui chiese ai Beatles di modificarla, soprattutto aumentandone il ritmo. Con le modifiche apportate secondo le richieste di Martin, il produttore capì immediatamente che Please Please Me sarebbe stato un successo.

#### Le due uscite sul mercato americano
I diritti di pubblicazione di Please Please Me negli Stati Uniti furono all'inizio offerti alla Capitol Records, etichetta discografica statunitense incorporata dalla EMI nel 1955. La Capitol Records non accettò ed i diritti vennero quindi gestiti dalla Transglobal, un'affiliata della EMI che si occupava di piazzare prodotti stranieri a etichette americane. Il disco fu offerto alla Atlantic Records, ma anche questa rifiutò. Alla fine fu raggiunto un accordo con la Vee Jay Records. Secondo una ricerca pubblicata nel 2004, il singolo Please Please Me/Ask Me Why fu pubblicato negli Stati Uniti il 7 febbraio 1963, esattamente un anno prima del primo viaggio dei Beatles a New York.
Da notare che sulle prime stampe del disco da parte della Vee Jay (numero di catalogo 498) fu commesso un errore tipografico: il nome della band fu trasformato infatti da "The Beatles" a "The Beattles". Sulle copie successive l'errore fu corretto.
Dick Biondi, un disc jockey di Chicago e amico del produttore esecutivo della Vee Jay, Ewart Abner, trasmise il brano alla radio l'8 febbraio 1963, diventando così il primo DJ a far ascoltare un disco dei Beatles negli Stati Uniti. Tranne che a Chicago però, il disco negli USA fu un fiasco con appena 7 310 copie vendute. Oggi le copie "Vee Jay 498", sia con l'ortografia corretta che con quella sbagliata, sono preziosi oggetti da collezione.
Nel gennaio del 1964, sull'onda dell'entusiasmo scatenato dall'uscita di I Want to Hold Your Hand e dopo l'apparizione dei Beatles al programma televisivo di Jack Paar, la Vee Jay decise di ristampare Please Please Me per il mercato americano. La casa discografica stavolta decise però di mettere From Me to You come lato B e il nuovo singolo fu pubblicato con il numero di catalogo 581.
In questa seconda versione Please Please Me fu un enorme successo, raggiungendo la terza posizione della classifica Hot 100 di Billboard la seconda settimana del marzo 1964. A questo punto la Vee Jay era intenzionata a stampare il maggior numero di copie possibili del disco e questo portò ad una certa difformità delle copertine e persino del titolo di alcune copie (alcune ad esempio riportavano la virgola nel titolo "Please, Please Me"). Il risultato fu un vertiginoso numero di copie diverse, alcune delle quali risultano estremamente rare.
Una curiosità è il fatto che, pur avendo venduto oltre un milione di copie della seconda versione di Please Please Me, i Beatles non ricevettero alcun disco d'oro in quanto la Vee Jay non era membro della RIAA.

### Ask Me Why
Il brano è soprattutto una composizione di John Lennon scritta all'inizio del 1962 ma, come tutti gli altri brani opera sua o di Paul, è accreditata a Lennon/McCartney.

#### Musica e arrangiamento
Complessa nell'arrangiamento, Ask Me Why si sforza di emulare lo stile di Smokey Robinson and the Miracles (la chitarra richiama What's So Good About Goodbye del 1961).

#### Testo e significato
La canzone appartiene al filone romantico che i Beatles avevano inaugurato con il retro del singolo precedente (P.S. I Love You) e che svilupperanno nelle incisioni successive.

#### Registrazione
Ask Me Why è stata registrata il 26 novembre 1962, lo stesso giorno che i Beatles provarono un'altra canzone, Tip of My Tongue, firmata Lennon/McCartney e candidata per il lato B di Please Please Me. Comunque, George Martin sentiva che su Tip of My Tongue c'era ancora da lavorare e alla fine la passò a Tommy Quickly.
È una canzone che i Beatles includevano nei loro concerti ed è una delle 4 canzoni (oltre a Bésame mucho, Love Me Do e P.S. I Love You) che suonarono all'audizione per la Parlophone il 6 giugno 1962, agli Abbey Road Studios.

## Accoglienza
Al momento della pubblicazione c'erano molte classifiche nel Regno Unito e la canzone si piazzò al primo posto in tutte tranne in quella della rivista Record Retailer, utilizzata successivamente come fonte storica dalla Official UK Charts Company.
Negli Stati Uniti il brano è stato pubblicato inizialmente con Ask Me Why sul lato B ma non ebbe un grande impatto. Quando fu ripubblicato per il mercato americano il 3 gennaio 1964, questa volta con From Me to You, raggiunse la terza posizione nella US Hot 100.
In Italia l'8 febbraio 1964 arriva in prima posizione in classifica.
La rivista Rolling Stone ha messo Please Please Me al numero 184 nella lista delle 500 migliori canzoni di tutti i tempi.

## Cover
Cover di Please Please Me sono state eseguite (tra gli altri) da:
- Fausto Leali, con una versione in italiano, nel 1963.
- The Chipmunks nel loro album The Chipmunks Sing the Beatles Hits del 1964.
- The Crickets nell'album California Sun del 1964.
- I Meteors nell'album omonimo del 1964.
- I Marino's in italiano (1964) (Nuova Enigmistica Tascabile, N. 488).
- I Flaming Groovies nell'album Jumpin' in the Night del 1979.
- I Barnes & Barnes nell'album Voobaha del 1980.
- Gli Shampoo nell'album In Naples 1980/81 del 1980 (EMI, 3C 064-18517), con il titolo di Che guaio sì tu.
- Brian Setzer, già leader degli Stray Cats, nell'album live Shake, Rattle & Roll del 1997.